# Lux Film
Lux Film a fost unul dintre cele mai importante studiouri de film din Italia, cu sediul la Roma. A fost fondat în 1935 la Torino și în 1998 a fost încorporat în Cristaldifilm (Cristaldifilm s-a numit Vides Cinematografica din 1980).
Lux Film a fost asociat cu o companie franceză cu nume asemănător, Lux Compagnie Cinématographique de France.

## Istoric
Fondată la Torino în 1935 de Riccardo Gualino, a fost transferată în 1940 la Roma în cesiunea lui Valentino Brosio ca organizator general și director de producție.
Gualino, un om de afaceri anti-fascist care a intrat în conflict cu regimul lui Mussolini în 1931, a fost forțat la un exil intern pe insula  Lipari. În Torino, firma era specializată în distribuirea de filme din afara Italiei, mai apoi, după mutarea la Roma, Lux a început să producă propriile filme, avȃnd ca scop realizarea de filme de artă „low risk și low budget dar de calitate superioră și cu conținut cultural”.    
Printre colaboratorii principali se numără Federico Fellini ca scenarist,  iar Carlo Ponti și Dino De Laurentiis ca producători.
În 1998, Lux Film își încetează activitatea, fiind încorporată la Cristaldi Film.

## Filme produse (selecție)
- 1947 Gioventù perduta, regia Pietro Germi
- 1948 Proibito rubare, regia Luigi Comencini
- 1948 Suspine pe stradă (Molti sogni per le strade), regia Mario Camerini
- 1949 Orez amar (Riso amaro), regia Giuseppe De Santis
- 1950 Nu-i pace sub măslini (Non c'è pace tra gli ulivi), regia Giuseppe De Santis
- 1951 Anna (film 1951), regia Alberto Lattuada
- 1952 Il brigante di Tacca del Lupo, regia Pietro Germi
- 1953 La bella di Roma, regia Luigi Comencini
- 1954 Ah, frumoasele bacante! (Ah! Les belles bacchantes), regia Jean Loubignac
- 1954 Teodora, împărăteasa Bizanțului (Teodora, imperatrice di Bisanzio), regia Riccardo Freda
- 1958 Veșnicii necunoscuți (I soliti ignoti), regia Mario Monicelli (nu confundați cu Audace colpo dei soliti ignoti (1959), regia Nanni Loy)
- 1960 Morgan il pirata, regia André De Toth și  Primo Zeglio
- 1961 Lampa lui Aladin (Le meraviglie di Aladino), regia Henry Levin și Mario Bava
- 1961 Akiko de Luigi Filippo D'Amico
- 1962 La città prigioniera, regia Joseph Anthony
- 1966 Dinamite Jim, regia Alfonso Balcázar
- 1967 Clint il solitario (Clint el solitario), regia Alfonso Balcázar

## Filme distribuite (selecție)
- 1948 Proibito rubare, regia Luigi Comencini
- 1951 Ultimo incontro de Gianni Franciolini
- 1952 I tre corsari, regia Mario Soldati
- 1953 Melodie immortali de Giacomo Gentilomo
- 1955 Bravissimo de Luigi Filippo D'Amico
- 1962 Ultimatum alla vita, regia Renato Polselli
- 1962 La voglia matta, regia Luciano Salce